# Tipula frommeri
Tipula frommeri är en tvåvingeart som beskrevs av Alexander 1973. Tipula frommeri ingår i släktet Tipula och familjen storharkrankar. Inga underarter finns listade i Catalogue of Life.